# Liste der Grade-I-Bauwerke in Somerset
| Lage von Somerset in England |
| Gliederung von Somerset |
| 1. South Somerset 2. Taunton Deane 3. West Somerset 4. Sedgemoor 5. Mendip 6. Bath and North East Somerset (Unitary Authority) 7. North Somerset (Unitary Authority) |

Diese Liste der Grade-I-Bauwerke in Somerset nennt die Grade-I-Listed Buildings im County Somerset nach Bezirken geordnet.
Von den rund 373.000 Listed Buildings in England sind rund 9000, also etwa 2,4 %, als Grade I eingestuft. Davon befinden sich etwa 477 in Somerset.

## Bath and North East Somerset
1. 1 to 12, Sydney Place, and Attached Railings and Gates, Bath and North East Somerset, BA2
2. 1 to 21, Paragon, Bath and North East Somerset, BA1
3. 1, Brock Street, Bath and North East Somerset, BA1
4. 1, Henrietta Street, Bath and North East Somerset, BA2
5. 1, South Parade, Bath and North East Somerset, BA2
6. 1–14 (Consec) with Area Railings, Bath and North East Somerset, BA2
7. 1–30 The Circus including Circus House, Bennett Street, Bath and North East Somerset, BA1
8. 1–7, Great Pulteney Street, Bath and North East Somerset, BA2
9. 1–8, Bath Street, Bath and North East Somerset, BA1
10. 1–8, Johnstone Street, Bath and North East Somerset, BA2
11. 1–9, Sion Hill Place, Bath and North East Somerset, BA1
12. 14, North Parade, Bath and North East Somerset, BA2
13. 14, South Parade, Bath and North East Somerset, BA2
14. 16–22 (Consec) and Attached Railings, Bath and North East Somerset, BA1
15. 18, Queen Square, Bath and North East Somerset, BA1
16. 1a and 1–6, Wood Street, Bath and North East Somerset, BA1
17. 2 and 3, Upper Church Street, Bath and North East Somerset, BA1
18. 2–5, Henrietta Street, Bath and North East Somerset, BA2
19. 20–35, Henrietta Street, Bath and North East Somerset, BA2
20. 21–27, Queen Square, Bath and North East Somerset, BA1
21. 23–37 (Consec) and Attached Railings, Bath and North East Somerset, BA1
22. 36, Brock Street, Bath and North East Somerset, BA1
23. 37, Stall Street, Bath and North East Somerset, BA1
24. 40, Great Pulteney Street, Bath and North East Somerset, BA2
25. 41, Gay Street, Bath and North East Somerset, BA1
26. 41a, Great Pulteney Street, Bath and North East Somerset, BA2
27. 42–52, Great Pulteney Street, Bath and North East Somerset, BA2
28. 53–65 Great Pulteney Street and attached lamp standards to No. 59, Bath and North East Somerset, BA2
29. 6–19, Henrietta Street, Bath and North East Somerset, BA2
30. 66–77, Great Pulteney Street, Bath and North East Somerset, BA2
31. 7–12, North Parade, Bath and North East Somerset, BA2
32. 8–20, Great Pulteney Street, Bath and North East Somerset, BA2
33. 9–13, South Parade, Bath and North East Somerset, BA2
34. 9–15, Johnstone Street, Bath and North East Somerset, BA2
35. 9–16, Bath Street, Bath and North East Somerset, BA1
36. Abbey Church of St Peter and St Paul, Bath and North East Somerset, BA1
37. Archway, Bath and North East Somerset, BA1
38. Assembly Rooms, Bath and North East Somerset, BA1
39. Beckford’s Tower with Attached Wall and Railings, Bath and North East Somerset, BA1
40. Castle Keep in the Grounds of Newton Park, Newton St. Loe, Bath and North East Somerset, BA2
41. Chapter House of Hinton Priory, Hinton Charterhouse, Bath and North East Somerset, BA2
42. Church of All Saints, Charlcombe, Bath and North East Somerset, BA1
43. Church of All Saints, Publow, Bath and North East Somerset, BS39
44. Church of St Andrew, Chew Magna, Bath and North East Somerset, BS40
45. Church of St Bartholomew, Ubley, Bath and North East Somerset, BS40
46. Church of St James, Cameley, Bath and North East Somerset, BS39
47. Church of St Luke and St Andrew, Priston, Bath and North East Somerset, BA2
48. Church of St Margaret, Hinton Blewett, Bath and North East Somerset, BS39
49. Church of St Mary Magdalene, Charlcombe, Bath and North East Somerset, BA1
50. Church of St Michael and All Angels, Compton Martin, Bath and North East Somerset, BS40
51. Church of St Paul, with West Wing, Bath and North East Somerset, BA2
52. Church of St Peter, Camerton, Bath and North East Somerset, BA2
53. Church of St Peter, Englishcombe, Bath and North East Somerset, BA2
54. Claverton Manor (The American Museum) and Screen Walls to North and South, Claverton, Bath and North East Somerset, BA2
55. Combe Hay Manor, Combe Hay, Bath and North East Somerset, BA2
56. Delia’s Grotto in Garden of No. 14, Bath and North East Somerset, BA2
57. Dundas Aqueduct, Monkton Combe, Bath and North East Somerset, BA2
58. East Wing and Porte Cochere, Bath and North East Somerset, BA2
59. Eastwood Manor Farm Steading, East Harptree, Bath and North East Somerset, BS40
60. Fountain at Widcombe Manor House, Bath and North East Somerset, BA2
61. Gate Piers, Gates and Boundary Walls to South of Widcombe Manor, Bath and North East Somerset, BA2
62. Gatehouse 35 Metres to West of the Castle Keep, Newton St. Loe, Bath and North East Somerset, BA2
63. General Wade’s House, Bath and North East Somerset, BA1
64. General Wolfe’s House, with Railings, Bath and North East Somerset, BA1
65. George’s Hotel, Bath and North East Somerset, BA2
66. Georgian House and Attached Railings, Bath and North East Somerset, BA2
67. Grand Pump Room, Bath and North East Somerset, BA1
68. Grosvenor House, Bath and North East Somerset, BA1
69. Guildhall, Bath and North East Somerset, BA1
70. Hinton Priory, Hinton Charterhouse, Bath and North East Somerset, BA2
71. Keynsham Abbey Pier Base in the Garden of Number 3 (Number 3 Not Included), Keynsham, Bath and North East Somerset, BS31
72. Keynsham Abbey Remains to the South of Number 3 (Number 3 Not Included), Keynsham, Bath and North East Somerset, BS31
73. King’s Bath, Bath and North East Somerset, BA1
74. Lodge of Partis College, Bath and North East Somerset, BA1
75. Medieval City Wall, with Burial Ground, Bath and North East Somerset, BA1
76. Midford Castle with Former Offices and Coach Houses, Southstoke, Bath and North East Somerset, BA2
77. Newton Park the Country House of the College Only, Newton St. Loe, Bath and North East Somerset, BA2
78. No. 1 and Attached Railings, Bath and North East Somerset, BA1
79. No. 1 with Railings, Bath and North East Somerset, BA1
80. No. 1a with Railings, Bath and North East Somerset, BA1
81. No. 2 and Attached Railings, Bath and North East Somerset, BA1
82. No. 2 with Railings, Bath and North East Somerset, BA1
83. No. 3 with Railings, Bath and North East Somerset, BA1
84. No. 4 (‘alfred Hopkins House’) with Railings, Bath and North East Somerset, BA1
85. North Colonnade at Grand Pump Room, Bath and North East Somerset, BA1
86. North Parade House, Bath and North East Somerset, BA2
87. Nos 1–15 (Consec) and Attached Railings, Bath and North East Somerset, BA1
88. Nos 1–20 (Consec) and Attached Railings and Overthrows, Bath and North East Somerset, BA1
89. Nos 5–20 (Consec) and Attached Wall and Railings, Bath and North East Somerset, BA1
90. Nos. 1, 2 and 3, Bath and North East Somerset, BA2
91. Nos. 1–30, Royal Crescent, Bath and North East Somerset, BA1
92. Nos. 1–41 and Attached Area Railings, Bath and North East Somerset, BA1
93. Nos. 10, 11, and 12, Bath and North East Somerset, BA2
94. Nos. 12 and 13 and Attached Railings, Bath and North East Somerset, BA1
95. Nos. 14 and 15 and Attached Railings, Bath and North East Somerset, BA1
96. Nos. 18–30 (Consec) with Attached Railings, Bath and North East Somerset, BA1
97. Nos. 18a, 19 and 20 and Attached Railings, Bath and North East Somerset, BA1
98. Nos. 2–17 (Consec) with Attached Railings, Bath and North East Somerset, BA1
99. Nos. 21–27 (Consec) and Attached Railings and Gates, Bath and North East Somerset, BA2
100. Nos. 28–31 (Consec) and Attached Railings and Gates, Bath and North East Somerset, BA2
101. Nos. 3, 4 and 5 and Attached Railings, Bath and North East Somerset, BA2
102. Nos. 3–13 (Consec) and Attached Railings and Overthrows, Bath and North East Somerset, BA1
103. Nos. 32–34 (Consec) and Attached Railings and Gates, Bath and North East Somerset, BA2
104. Nos. 34, 35 and 36, Stall Street, Bath and North East Somerset, BA1
105. Nos. 35–39 (Consec) and Attached Railings and Gates, Bath and North East Somerset, BA2
106. Nos. 38–45 (Consec) and Attached Railings, Bath and North East Somerset, BA1
107. Nos. 5–11 (Consec) Francis Hotel, Bath and North East Somerset, BA1
108. Nos. 6–11(Consec) and Attached Railings, Bath and North East Somerset, BA2
109. Nos. 6–21 and Attached Railings and Vaults, Bath and North East Somerset, BA1
110. Nos. 7, 8 and 9, Bath and North East Somerset, BA2
111. Nos. 93–103 (Consec) Including No 93a and Attached Forecourt and Railings, Bath and North East Somerset, BA2
112. Palladian Bridge in Grounds of Prior Park, Bath and North East Somerset, BA2
113. Parish Church of St Julian, Wellow, Bath and North East Somerset, BA2
114. Partis College, Bath and North East Somerset, BA1
115. Pratt’s Hotel, Bath and North East Somerset, BA2
116. Prior Park College: the Mansion with Link Arcades, Bath and North East Somerset, BA2
117. Pulteney Bridge, Bath and North East Somerset, BA2
118. Refectory to West of Chapter House, Hinton Charterhouse, Bath and North East Somerset, BA2
119. Roman Baths Museum, Bath and North East Somerset, BA1
120. Rosewell House, Bath and North East Somerset, BA1
121. Shockerwick House, Bathford, Bath and North East Somerset, BA1
122. Shops Nos 1 to 8 (Consec), Bath and North East Somerset, BA2
123. Shops Nos 9 to 17 (Consec), Bath and North East Somerset, BA2
124. South Colonnade at Grand Pump Room, Bath and North East Somerset, BA1
125. St Catherine’s Court, St. Catherine, Bath and North East Somerset, BA1
126. St John’s Hospital (Including Chapel Court House), Bath and North East Somerset, BA1
127. Terrace Balustrade to Forecourt, Widcombe Manor, Bath and North East Somerset, BA2
128. The Cross Bath, Bath and North East Somerset, BA1
129. The Holburne Museum, Bath and North East Somerset, BA2
130. The Ralph Allen Town House, Bath and North East Somerset, BA1
131. Widcombe Manor and Cottage, Bath and North East Somerset, BA2

## Mendip
1. 1, St Andrew Street, Wells, Mendip, BA5
2. 1–13, Vicars’ Close, Wells, Mendip, BA5
3. 14–27, Vicars’ Close, Wells, Mendip, BA5
4. Abbey Church of St Gregory the Great, Downside Abbey, Stratton on the Fosse, Mendip, BA3
5. Abbey Tithe Barn, Including Attached Wall to East, Glastonbury, Mendip, BA6
6. Abbot’s Kitchen, Glastonbury Abbey, Glastonbury, Mendip, BA6
7. Ammerdown House and Stables Now Known As Ammerdown Study Centre ammerdown Study Centre, Kilmersdon, Mendip, BA3
8. Bishop Burnell’s Great Hall, Wells, Mendip, BA5
9. Boundary Walls to Numbers 1–13, Wells, Mendip, BA5
10. Boundary Walls to Numbers 14–27, Wells, Mendip, BA5
11. Brown’s Gatehouse, Wells, Mendip, BA5
12. Cathedral Church of St Andrew, Wells, Mendip, BA5
13. Chapel of St Leonard, Perimeter Wall and Gateway Farleigh Hungerford Castle, Norton St. Philip, Mendip, BA2
14. Chapter House to Cathedral Church of St Andrew, Wells, Mendip, BA5
15. Church of All Saints, East Pennard, Mendip, BA4
16. Church of All Saints, Lullington, Mendip, BA11
17. Church of All Saints, Nunney, Mendip, BA11
18. Church of St Aldhelm, Doulting, Mendip, BA4
19. Church of St Andrew, Mells, Mendip, BA11
20. Church of St Bartholomew, Cranmore, Mendip, BA4
21. Church of St Benedict, Glastonbury, Mendip, BA6
22. Church of St Cuthbert, Wells, Mendip, BA5
23. Church of St Dunstan, Baltonsborough, Mendip, BA6
24. Church of St George, Beckington, Mendip, BA11
25. Church of St Giles, Leigh-on-Mendip, Mendip, BA3
26. Church of St James, Ashwick, Mendip, BA3
27. Church of St John the Baptist, Glastonbury, Mendip, BA6
28. Church of St John the Baptist, Pilton, Mendip, BA4
29. Church of St Lawrence, Priddy, Mendip, BA5
30. Church of St Lawrence, Rode, Mendip, BA11
31. Church of St Leonard, Rodney Stoke, Mendip, BS27
32. Church of St Leonard, Trudoxhill, Mendip, BA11
33. Church of St Margaret, Kilmersdon, Mendip, BA11
34. Church of St Mary, Hemington, Mendip, BA11
35. Church of St Mary, Hemington, Mendip, BA3
36. Church of St Mary, Litton, Mendip, BA3
37. Church of St Mary, Meare, Mendip, BA6
38. Church of St Mary, Witham Friary, Mendip, BA11
39. Church of St Mary Magdalene, Chewton Mendip, Mendip, BA3
40. Church of St Mary Magdalene, Ditcheat, Mendip, BA4
41. Church of St Mary Magdalene, Great Elm, Mendip, BA11
42. Church of St Mary the Virgin, Batcombe, Mendip, BA4
43. Church of St Mary the Virgin, Croscombe, Mendip, BA5
44. Church of St Mary, Causeway Bridge, and Gates, Lullington, Mendip, BA11
45. Church of St Matthew, Wookey, Mendip, BA5
46. Church of St Michael, Buckland Dinham, Mendip, BA11
47. Church of St Nicholas, West Pennard, Mendip, BA6
48. Church of St Peter, Evercreech, Mendip, BA4
49. Church of St Peter, West Bradley (DET), Mendip, BA4
50. Church of St Peter and St Paul, Kilmersdon, Mendip, BA3
51. Church of St Peter and St Paul, Shepton Mallet, Mendip, BA4
52. Church of St Vigor, Stratton on the Fosse, Mendip, BA3
53. Church of the Holy Trinity, Street, Mendip, BA16
54. Church of the Holy Trinity, Whatley, Mendip, BA11
55. Churchyard Cross in Churchyard South of South Porch Church of St Mary Magdalene, Chewton Mendip, Mendip, BA3
56. Churchyard Cross, in the Churchyard About 9 Metres South of South Aisle, Church of St Nicholas, West Pennard, Mendip, BA6
57. Cloisters to Cathedral Church of St Andrew, Wells, Mendip, BA5
58. Court Barn, West Bradley, Mendip, BA6
59. Farleigh Hungerford Castle, Norton St. Philip, Mendip, BA2
60. Former Rook Lane Congregational Chapel, Frome, Mendip, BA11
61. Former Tithe Barn in Farmyard at Cumhill Farm, Pilton, Mendip, BA4
62. Gatehouse and Boundary Wall with Bridge over Moat, Wells, Mendip, BA5
63. Gatehouse and South Boundary Wall to the Old Deanery, Wells, Mendip, BA5
64. Gatehouse to West of Manor Farmhouse, Whatley, Mendip, BA11
65. George Hotel pilgrims Inn, Glastonbury, Mendip, BA6
66. Glastonbury Abbey, Glastonbury, Mendip, BA6
67. Manor Farmhouse with Attached Range of Outbuildings, Meare, Mendip, BA6
68. Mells Manor and Garden Walls to Rear, Mells, Mendip, BA11
69. Old Deanery Court with Link Wall Along East Side, Wells, Mendip, BA5
70. Penniless Porch, Wells, Mendip, BA5
71. Seymours Court Farmhouse, Beckington, Mendip, BA11
72. Southill House and Outbuildings, Cranmore, Mendip, BA4
73. St John’s Priory with Front Boundary Wall and Railings, Wells, Mendip, BA5
74. St Michaels Church Tower, Glastonbury, Mendip, BA6
75. Ston Easton Park, Ston Easton, Mendip, BA3
76. The Abbot’s Fish House, Meare, Mendip, BA6
77. The Bishop’s Barn, Wells, Mendip, BA5
78. The Bishop’s Chapel and the Bishop’s Palace, Wells, Mendip, BA5
79. The Bishop’s Eye, Wells, Mendip, BA5
80. The Bishop’s Palace and Bishop’s House, Wells, Mendip, BA5
81. The Blue House, Frome, Mendip, BA11
82. The Chain Gate with Approach Staircase, Wells, Mendip, BA5
83. The Chalice Well, Glastonbury, Mendip, BA6
84. The Gatehouse, Baltonsborough, Mendip, BA6
85. The George Inn, Norton St. Philip, Mendip, BA2
86. The Old Deanery, Wells, Mendip, BA5
87. The Old Manor, Croscombe, Mendip, BA5
88. The Tribunal, Glastonbury, Mendip, BA6
89. The Vicars’ Chapel, Wells, Mendip, BA5
90. The Vicars’ Hall Including Number 28, Wells, Mendip, BA5
91. The Well House About 35 Metres North of the Bishop’s Palace, Wells, Mendip, BA5
92. Tithe Barn in Farmyard at Manor Farm, Doulting, Mendip, BA4

## North Somerset
1. Ashton Court Mansion and Stables, Long Ashton, North Somerset, BS41
2. Barn Circa 50 Metres North West of Priory Church (Qv) with Well at East End, Kewstoke, North Somerset, BS22
3. Church of All Saints, Kingston Seymour, North Somerset, BS21
4. Church of All Saints, Wraxall and Failand, North Somerset, BS48
5. Church of All Saints, Wrington, North Somerset, BS40
6. Church of Holy Trinity, Burrington, North Somerset, BS40
7. Church of Holy Trinity, Nailsea, North Somerset, BS48
8. Church of St Andrew, Congresbury, North Somerset, BS49
9. Church of St Andrew, Backwell, North Somerset, BS48
10. Church of St Bridget, Brockley, North Somerset, BS48
11. Church of St James, Winscombe and Sandford, North Somerset, BS25
12. Church of St John the Baptist, Churchill, North Somerset, BS25
13. Church of St Mary, Yatton, North Somerset, BS49
14. Church of St Mary, Portbury, North Somerset, BS20
15. Church of St Michael, Clapton-in-Gordano, North Somerset, BS20
16. Church of St Michael, Dundry, North Somerset, BS41
17. Church of St Peter and St Paul, Weston-in-Gordano, North Somerset, BS20
18. Church of St Peter and St Paul, Bleadon, North Somerset, BS24
19. Church of St Quiricus and St Julietta, Tickenham, North Somerset, BS21
20. Clevedon Court, Clevedon, North Somerset, BS21
21. East Cloister Wall, Kewstoke, North Somerset, BS22
22. Gatehouse, Gates, Mounting Block and Wall Running South for Circa 20 Metres, Kewstoke, North Somerset, BS22
23. Infirmary, Kewstoke, North Somerset, BS22
24. Nailsea Court, Nailsea, North Somerset, BS48
25. Parish Church of St Andrew, Clevedon, North Somerset, BS21
26. Parish Church of St Andrew, Banwell, North Somerset, BS29
27. Parish Church of St Mary, Loxton, North Somerset, BS26
28. Parish Church of St Paul, Kewstoke, North Somerset, BS22
29. Parish Church of St Peter, Portishead, North Somerset, BS20
30. Parish Church of St Saviour, Puxton, North Somerset, BS24
31. Priory Church, Kewstoke, North Somerset, BS22
32. The Old Rectory and Rectory Cottage, Yatton, North Somerset, BS49
33. The Pier, Including the Tollhouse, Clevedon, North Somerset, BS21
34. The Refectory the Vicarage, Congresbury, North Somerset, BS49
35. Tyntesfield House, Servants Wing and Chapel, Wraxall and Failand, North Somerset, BS48
36. West Wall of Chapter House Range, Kewstoke, North Somerset, BS22

## Sedgemoor
1. 1, Castle Street, Bridgwater, Sedgemoor, TA6
2. 10, Castle Street, Bridgwater, Sedgemoor, TA6
3. 12, Castle Street, Bridgwater, Sedgemoor, TA6
4. 14, Castle Street, Bridgwater, Sedgemoor, TA6
5. 2, Castle Street, Bridgwater, Sedgemoor, TA6
6. 3, Castle Street, Bridgwater, Sedgemoor, TA6
7. 4, Castle Street, Bridgwater, Sedgemoor, TA6
8. 5, Castle Street, Bridgwater, Sedgemoor, TA6
9. 7, Castle Street, Bridgwater, Sedgemoor, TA6
10. 8, Castle Street, Bridgwater, Sedgemoor, TA6
11. Blackmoor Farmhouse, Cannington, Sedgemoor, TA5
12. Bridgwater Arts Centre, Bridgwater, Sedgemoor, TA6
13. Cannington Court (Part of Somerset Farm Institute), Cannington, Sedgemoor, TA5
14. Church of St Andrew, Burnham-on-Sea and Highbridge, Sedgemoor, TA8
15. Church of St Andrew, Cheddar, Sedgemoor, BS27
16. Church of St Andrew, Compton Bishop, Sedgemoor, BS26
17. Church of St Bartholomew, Lyng, Sedgemoor, TA3
18. Church of St Christopher, Lympsham, Sedgemoor, BS24
19. Church of St Edward King and Martyr, Goathurst, Sedgemoor, TA5
20. Church of St Gregory, Weare, Sedgemoor, BS26
21. Church of St John the Baptist, Axbridge, Sedgemoor, BS26
22. Church of St John the Baptist, Pawlett, Sedgemoor, TA6
23. Church of St Margaret, Spaxton, Sedgemoor, TA5
24. Church of St Mary, Berrow, Sedgemoor, TA8
25. Church of St Mary, Cannington, Sedgemoor, TA5
26. Church of St Mary, Chedzoy, Sedgemoor, TA7
27. Church of St Mary, East Brent, Sedgemoor, TA9
28. Church of St Mary, Moorlinch, Sedgemoor, TA7
29. Church of St Mary, North Petherton, Sedgemoor, TA6
30. Church of St Mary, Spaxton, Sedgemoor, TA5
31. Church of St Mary, Wedmore, Sedgemoor, BS28
32. Church of St Mary, Woolavington, Sedgemoor, TA7
33. Church of St Mary and All Saints, Broomfield, Sedgemoor, TA5
34. Church of St Mary the Virgin, Westonzoyland, Sedgemoor, TA7
35. Church of St Michael, Brent Knoll, Sedgemoor, TA9
36. Church of St Michael, Othery, Sedgemoor, TA7
37. Church of St Michael and All Angels, Greinton, Sedgemoor, TA7
38. Church of St Michael and All Angels, Puriton, Sedgemoor, TA7
39. Church of St Peter, Catcott, Sedgemoor, TA7
40. Church of St Peter, West Huntspill, Sedgemoor, TA9
41. Church of the Holy Cross, Middlezoy, Sedgemoor, TA7
42. Churchyard Cross in Churchyard, About 10 Metres South of South Chapel, Church of St Margaret, Spaxton, Sedgemoor, TA5
43. Corn Exchange and Attached Railings market House and Attached Railings, Bridgwater, Sedgemoor, TA6
44. Gothelney Manor Farmhouse, Spaxton, Sedgemoor, TA5
45. Halswell House and Attached Outbuildings at Rear, Goathurst, Sedgemoor, TA5
46. No 16 and Attached Wall to Left Return, Bridgwater, Sedgemoor, TA6
47. No 6 and Attached Wall to the Rear, Bridgwater, Sedgemoor, TA6
48. No 9 and Attached Rear Walls and Outhouse, Bridgwater, Sedgemoor, TA6
49. Parish Church of Holy Cross parish Church of St Mark, Mark, Sedgemoor, TA9
50. Parish Church of St Mary, Bridgwater, Sedgemoor, TA6
51. Remains of Keep to Stowey Castle, Nether Stowey, Sedgemoor, TA5
52. The Lions and Attached Pavilions, Balustrades, Gate Piers and Railings, Bridgwater, Sedgemoor, TA6
53. The Manor, Cannington, Sedgemoor, TA5

## South Somerset
1. Abbey Barn, Yeovil, South Somerset, BA20
2. Abbey Farm House, Yeovil, South Somerset, BA20
3. Abbey Farmhouse and Farm Gate and Stile to North West Corner, Montacute, South Somerset, TA15
4. Alfred’s Tower, Brewham, South Somerset, BA10
5. Barrington Court, Barrington, South Somerset, TA19
6. Bow Bridge, Bruton, South Somerset, BA10
7. Brympton D’evercy brympton House, Brympton, South Somerset, BA22
8. Burton Pynsent Monument at Ngr St 3768 2517, Curry Rivel, South Somerset, TA10
9. Church in the Field, High Ham, South Somerset, TA10
10. Church of All Saints, Alford, South Somerset, BA7
11. Church of All Saints, Closworth, South Somerset, BA22
12. Church of All Saints, Langport, South Somerset, TA10
13. Church of All Saints, Martock, South Somerset, TA12
14. Church of All Saints, West Camel, South Somerset, BA22
15. Church of Saint Andrew, High Ham, South Somerset, TA10
16. Church of Saint Mary, Limington, South Somerset, BA22
17. Church of Saint Mary, Mudford, South Somerset, BA21
18. Church of Saint Mary, Rimpton, South Somerset, BA22
19. Church of Saint Peter, Yeovilton, South Somerset, BA22
20. Church of Saint Peter and Saint Paul, Muchelney, South Somerset, TA10
21. Church of Saint Vincent, Chilton Cantelo, South Somerset, BA22
22. Church of St Aldhelm and St Eadburgha, Broadway, South Somerset, TA19
23. Church of St Andrew, Brympton, South Somerset, BA22
24. Church of St Andrew, Curry Rivel, South Somerset, TA10
25. Church of St Andrew, Whitestaunton, South Somerset, TA20
26. Church of St Barnabas, Queen Camel, South Somerset, BA22
27. Church of St Bartholomew, Crewkerne, South Somerset, TA18
28. Church of St Catherine, Drayton, South Somerset, TA10
29. Church of St Catherine, Fivehead, South Somerset, TA3
30. Church of St George, Hinton St. George, South Somerset, TA17
31. Church of St James, Beercrocombe, South Somerset, TA3
32. Church of St James, Curry Mallet, South Somerset, TA3
33. Church of St John the Baptist, Yeovil, South Somerset, BA20
34. Church of St John the Evangelist, Milborne Port, South Somerset, DT9
35. Church of St Margaret, Tintinhull, South Somerset, BA22
36. Church of St Martin, Fivehead, South Somerset, TA3
37. Church of St Martin, Kingsbury Episcopi, South Somerset, TA12
38. Church of St Martin, North Perrott, South Somerset, TA18
39. Church of St Mary, Bruton, South Somerset, BA10
40. Church of St Mary, Marston Magna, South Somerset, BA22
41. Church of St Mary Magdalen, Stocklinch, South Somerset, TA19
42. Church of St Mary the Virgin, Barrington, South Somerset, TA19
43. Church of St Mary the Virgin, Chard Town, South Somerset, TA20
44. Church of St Mary the Virgin, Isle Abbotts, South Somerset, TA3
45. Church of St Mary the Virgin, Norton Sub Hamdon, South Somerset, TA14
46. Church of St Mary the Virgin, Stoke Sub Hamdon, South Somerset, TA14
47. Church of St Michael, North Cadbury, South Somerset, BA22
48. Church of St Michael, Shepton Beauchamp, South Somerset, TA19
49. Church of St Michael and All Angels, Somerton, South Somerset, TA11
50. Church of St Nicholas, Combe St. Nicholas, South Somerset, TA20
51. Church of St Peter and St Paul, The Charltons, South Somerset, TA11
52. Church of St Peter and St Paul, South Petherton, South Somerset, TA13
53. Church of the Blessed Virgin Mary, Huish Episcopi, South Somerset, TA10
54. Church of the Holy Trinity, Bruton, South Somerset, BA10
55. Church of the Holy Trinity, Long Sutton, South Somerset, TA10
56. Church of the Holy Trinity, South Cadbury and Sutton Montis, South Somerset, BA22
57. Coker Court, East Coker, South Somerset, BA22
58. Corridor Linking Ven House and the Orangery, Milborne Port, South Somerset, DT9
59. Earnshill House, Hambridge and Westport, South Somerset, TA10
60. Hymerford House, East Coker, South Somerset, BA22
61. Lytes Cary, The Charltons, South Somerset, TA11
62. Main Entrance Gateway, 35 Metres North West of Ven House, Milborne Port, South Somerset, DT9
63. Manor House, West Coker, South Somerset, BA22
64. Midelney Manor, Forecourt and Garden Walling with Gate Piers, Drayton, South Somerset, TA10
65. Montacute House, Montacute, South Somerset, TA15
66. Naish Priory, including attached Priory Cottage and north boundary railings, East Coker, South Somerset, BA22
67. Newton Surmaville, Barwick, South Somerset, BA20
68. North Cadbury Court, North Cadbury, South Somerset, BA22
69. North East and South East Pavilions to East Forecourt, Montacute House, Montacute, South Somerset, TA15
70. North East Pavilion and Balustraded Brick Wall, Ven House, Milborne Port, South Somerset, DT9
71. North West Pavilion and Balustraded Link Wall, Ven House, Milborne Port, South Somerset, DT9
72. Parish Church of St Mary, Ilminster, South Somerset, TA19
73. Sexey’s Hospital West Wing, with Chapel, Bruton, South Somerset, BA10
74. Shanks House, Cucklington, South Somerset, BA9
75. Stabling and Other Outbuildings, Attached to East Side of Ven House, Milborne Port, South Somerset, DT9
76. Stavordale Priory, Charlton Musgrove, South Somerset, BA9
77. Swell Court Farmhouse, Fivehead, South Somerset, TA3
78. Terrace Along South Garden Front, Ven House, Milborne Port, South Somerset, DT9
79. The Abbey, The Charltons, South Somerset, TA11
80. The Abbot’s House, Muchelney Abbey, Muchelney, South Somerset, TA10
81. The Chantry House the Dower House, Brympton, South Somerset, BA22
82. The Dogs, Wincanton, South Somerset, BA9
83. The Hanging Chapel, Langport, South Somerset, TA10
84. The Orangery, Attached to the South West Corner of Ven House, Milborne Port, South Somerset, DT9
85. The Priory or Parsonage Farmhouse, Stoke Sub Hamdon, South Somerset, TA14
86. The Treasurers House, Martock, South Somerset, TA12
87. Tintinhull Court, Tintinhull, South Somerset, BA22
88. Tintinhull House, Tintinhull, South Somerset, BA22
89. Ven House, Milborne Port, South Somerset, DT9
90. Walls, Turrets and Gateway to East Forecourt of Montacute House, Montacute, South Somerset, TA15
91. Waterloo House and Manor Court House, Chard Town, South Somerset, TA20
92. Wayford Manor House, Wayford, South Somerset, TA18
93. Whitestaunton Manor, Whitestaunton, South Somerset, TA20
94. Wigborough Manor House, South Petherton, South Somerset, TA13

## Taunton Deane
1. Castle Bow, Taunton Deane, TA1
2. Church of All Saints, Nynehead, Taunton Deane, TA21
3. Church of All Saints, Trull, Taunton Deane, TA3
4. Church of St Andrew and St Mary, Pitminster, Taunton Deane, TA3
5. Church of St Augustine, West Monkton, Taunton Deane, TA2
6. Church of St George, Ruishton, Taunton Deane, TA3
7. Church of St Gregory, Stoke St. Gregory, Taunton Deane, TA3
8. Church of St John the Baptist, Hatch Beauchamp, Taunton Deane, TA3
9. Church of St John the Baptist, Wellington, Taunton Deane, TA21
10. Church of St John the Evangelist, Taunton Deane, TA1
11. Church of St James, Halse, Taunton Deane, TA4
12. Church of St Lawrence, Lydeard St. Lawrence, Taunton Deane, TA4
13. Church of St Mary, Kingston St. Mary, Taunton Deane, TA2
14. Church of St Mary, West Buckland, Taunton Deane, TA21
15. Church of St Mary, Bishop’s Lydeard, Taunton Deane, TA4
16. Church of St Mary Magdalene, Taunton Deane, TA1
17. Church of St Michael, Chipstable, Taunton Deane, TA4
18. Church of St Michael, Creech St. Michael, Taunton Deane, TA3
19. Church of St Michael, Milverton, Taunton Deane, TA4
20. Church of St Michael, Stawley, Taunton Deane, TA21
21. Church of St Peter, Staple Fitzpaine, Taunton Deane, TA3
22. Church of St Peter and St Paul, Churchstanton, Taunton Deane, TA3
23. Church of St Peter and St Paul, Combe Florey, Taunton Deane, TA4
24. Church of St Peter and St Paul, North Curry, Taunton Deane, TA3
25. Church of St Thomas of Canterbury, Cothelstone, Taunton Deane, TA4
26. Church of St. Peter, Langford Budville, Taunton Deane, TA21
27. Church of the Holy Cross, Thornfalcon, Taunton Deane, TA3
28. Cothay Manor, Stawley, Taunton Deane, TA21
29. Garden Walls, Paving and Steps on the South Front of Hestercombe House, Cheddon Fitzpaine, Taunton Deane, TA2
30. Gatehouse, Cothelstone Manor, Cothelstone, Taunton Deane, TA4
31. Greenham Barton, Stawley, Taunton Deane, TA21
32. Hatch Court, Hatch Beauchamp, Taunton Deane, TA3
33. No. 15 Fore Street and cottage at rear, Taunton Deane, TA1
34. Nos. 1–10 Grays Alms Houses, Taunton Deane, TA1
35. Orangery, About 50 Metres East of Hestercombe House, Cheddon Fitzpaine, Taunton Deane, TA2
36. Poundisford Park, Pitminster, Taunton Deane, TA3
37. The Castle (The Inhabited Parts Only), Taunton Deane, TA1

## West Somerset
1. Bratton Court, Minehead Without, West Somerset, TA24
2. Church of All Saints, Holford, West Somerset, TA5
3. Church of All Saints, Monksilver, West Somerset, TA4
4. Church of All Saints, Selworthy, West Somerset, TA24
5. Church of All Saints, Wootton Courtenay, West Somerset, TA24
6. Church of St Andrew, Old Cleeve, West Somerset, TA24
7. Church of St Andrew, Stogursey, West Somerset, TA5
8. Church of St Dubricius, Porlock, West Somerset, TA24
9. Church of St George, Bicknoller, West Somerset, TA4
10. Church of St John the Baptist, Carhampton, West Somerset, TA24
11. Church of St Mary, Luccombe, West Somerset, TA24
12. Church of St Mary, Stogumber, West Somerset, TA4
13. Church of St Mary Magdalene, Winsford, West Somerset, TA24
14. Church of St Mary the Virgin, Nettlecombe, West Somerset, TA4
15. Church of St Nicholas, Brushford, West Somerset, TA22
16. Church of St Nicholas, Withycombe, West Somerset, TA24
17. Church of St Peter, Huish Champflower, West Somerset, TA4
18. Church of St Petrock, Timberscombe, West Somerset, TA24
19. Church of the Holy Ghost, Crowcombe, West Somerset, TA4
20. Cleeve Abbey, Remains of Cistercian Abbey of St Mary Covering About 28 Acres, Old Cleeve, West Somerset, TA23
21. Combe Sydenham, Stogumber, West Somerset, TA4
22. Court House, East Quantoxhead, West Somerset, TA5
23. Crowcombe Court and Attached Stables to West, Crowcombe, West Somerset, TA4
24. Culbone Church, Oare, West Somerset, TA24
25. Dunster Castle and Gatehouse, Dunster, West Somerset, TA24
26. Gallox Bridge, Dunster, West Somerset, TA24
27. Gatehouse and Barn Abutting West End at Bratton Court, Minehead Without, West Somerset, TA24
28. Leonard Wills Field Centre, Nettlecombe, West Somerset, TA4
29. Orchard Wyndham and Belvedere Adjoining to North-East, Williton, West Somerset, TA4
30. Parish Church of St Decuman, Watchet, West Somerset, TA23
31. Priory Church of St George, Dunster, West Somerset, TA24
32. Tarr Steps, Dulverton, West Somerset, TA22
33. Tarr Steps at Ngr Ss 8677 3211, Withypool and Hawkridge, West Somerset, TA22
34. Yarn Market, Dunster, West Somerset, TA24